# Diego Raimondi
Diego Gabriel Raimondi (Buenos Aires, 27 settembre 1977) è un ex calciatore e allenatore di calcio argentino con passaporto italiano, di ruolo difensore.

## Carriera

### Calciatore
La sua carriera professionistica inizia nella seconda serie argentina, dove veste la maglia del Club Atlético Atlanta nella stagione 1999-2000, prendendo parte a 27 incontri, realizzando un gol. L'anno seguente è tesserato per il Deportivo Italchacao, società partecipante al massimo campionato venezuelano, con la cui maglia Raimondi colleziona 13 presenze, mettendo a segno un gol.
Nel 2001 si trasferisce in Italia al Casarano, dove in due stagioni prende parte a 42 gare nel campionato di Serie D, segnando una rete. Nell'estate 2003 passa al Gallipoli del Presidente Vincenzo Barba. Con i giallorossi salentini conquista in tre anni una triplice promozione dall'Eccellenza alla Serie C2. Lascia il Gallipoli nel 2006 dopo aver totalizzato 81 presenze in gare di campionato. Nell'estate del 2006, infatti, viene prelevato dal Pisa con cui disputa la Serie C1. Alla prima stagione con i neroazzurri conquista la promozione in Serie B, e nella stagione successiva sfiora con la squadra toscana la promozione in Serie A (il Pisa è eliminato dal Lecce nella semifinale play-off).
A gennaio del 2009 si accasa al Perugia in Prima Divisione con cui colleziona 13 presenze e 2 gol nella prima stagione, e 18 presenze nella seconda stagione. Si svincola non appena la squadra umbra fallisce e a luglio 2010 firma per il Cosenza continuando così a giocare in Prima Divisione. A gennaio però viene ceduto a titolo definitivo al Pisa, squadra nella quale aveva già giocato dal 2006 al 2009 e che aiuta a centrare la salvezza in Prima Divisione, nella stagione seguente rimane a Pisa dove chiude il campionato al 7º posto e perde la finale di Coppa Italia Lega Pro.
Il 17 luglio 2012 firma con il Pontedera neo-promossa in Lega Pro Seconda Divisione. Il 19 novembre successivo, dopo aver collezionato 5 presenze in campionato coi granata, decide di rescindere il contratto e di lasciare il calcio giocato.

### Allenatore
Dopo aver ricoperto il ruolo di vice dell'allenatore Christian Lionel Díaz nel campionato cileno, il 25 giugno 2015 diventa il nuovo allenatore del Sestri Levante. Arriva settimo in D.
Il 1º luglio 2016 viene ufficializzato come nuovo collaboratore tecnico del Torino. Il 4 gennaio 2018 viene esonerato insieme a Siniša Mihajlović e al resto dello staff. Il 2 gennaio 2022, in concomitanza all'entrata di Fabio Bazzani nello staff tecnico felsineo, lascia il ruolo di collaboratore tecnico di Mihajlović al Bologna.
Nell'ottobre del 2022 consegue la licenza UEFA Pro, il massimo livello formativo per un allenatore.
Il 15 luglio 2023 viene ingaggiato dal Rimini con cui firma un contratto annuale.
Il 10 ottobre 2023, con la squadra all'ultimo posto del girone B, risolve consensualmente il contratto.

### Statistiche da allenatore
Statistiche aggiornate al 10 ottobre 2023.
| Stagione        | Squadra         | Campionato      | Campionato | Campionato | Campionato | Campionato | Coppe nazionali | Coppe nazionali | Coppe nazionali | Coppe nazionali | Coppe nazionali | Coppe continentali | Coppe continentali | Coppe continentali | Coppe continentali | Coppe continentali | Altre coppe | Altre coppe | Altre coppe | Altre coppe | Altre coppe | Totale | Totale | Totale | Totale | % Vittorie | Piazzamento |
| Stagione        | Squadra         | Comp            | G          | V          | N          | P          | Comp            | G               | V               | N               | P               | Comp               | G                  | V                  | N                  | P                  | Comp        | G           | V           | N           | P           | G      | V      | N      | P      | %          | Piazzamento |
| --------------- | --------------- | --------------- | ---------- | ---------- | ---------- | ---------- | --------------- | --------------- | --------------- | --------------- | --------------- | ------------------ | ------------------ | ------------------ | ------------------ | ------------------ | ----------- | ----------- | ----------- | ----------- | ----------- | ------ | ------ | ------ | ------ | ---------- | ----------- |
| 2015-2016       | Sestri Levante  | D               | 38         | 16         | 13         | 9          | CI+CI-D         | 1+1             | 0+0             | 0+0             | 1+1             | -                  | -                  | -                  | -                  | -                  | -           | -           | -           | -           | -           | 40     | 16     | 13     | 11     | 40,00      | 7º          |
| ago.-ott. 2023  | Rimini          | C               | 7          | 1          | 1          | 5          | CI-C            | 1               | 1               | 0               | 0               | -                  | -                  | -                  | -                  | -                  | -           | -           | -           | -           | -           | 8      | 2      | 1      | 5      | 25,00      | Risol.      |
| 2025            | América de Cali | A               | 1          | 0          | 1          | 0          | CC              | 0               | 0               | 0               | 0               | CS                 | 2                  | 1                  | 1                  | 0                  | -           | -           | -           | -           | -           | 3      | 1      | 2      | 0      | 33,33      | Sub         |
| Totale carriera | Totale carriera | Totale carriera | 46         | 17         | 15         | 14         |                 | 3               | 1               | 0               | 2               |                    | 2                  | 1                  | 1                  | 0                  |             | -           | -           | -           | -           | 51     | 19     | 16     | 16     | 37,25      |             |

## Palmarès

### Giocatore

#### Competizioni nazionali
- Coppa Italia Serie C: 1

Gallipoli: 2005-2006
- Serie C2: 1

Gallipoli: 2005-2006 (girone C)
- Serie D: 1

Gallipoli: 2004-2005 (girone H)

#### Competizioni regionali
- Eccellenza: 1

Gallipoli: 2003-2004